# Österreichischer Städtebund
Der Österreichische Städtebund ist die Interessenvertretung von 258 österreichischen Städten und größeren Gemeinden mit Sitz in Wien.

## Allgemeines
Der Städtebund ist eine in der österreichischen Bundesverfassung (Art. 115 Abs. 3 B-VG) verankerte Interessenvertretung mit freiwilliger Mitgliedschaft. Mit Stand 2023 gehören dem Städtebund laut eigenen Angaben 258 der 2.093 Gemeinden Österreichs an, darunter sämtliche Städte und Gemeinden mit mehr als 10.000 Einwohnern. Manche der Gemeinden sind auch Mitglied im Österreichischen Gemeindebund, der zweiten verfassungsmäßig verankerten Kommunalvertretung.

## Organisation
Die Entscheidungsorgane neben dem Österreichischen Städtetag sind die Geschäftsleitung sowie der Hauptausschuss. Beide Gremien tagen jährlich drei Mal und treffen grundlegende Entscheidungen für die Arbeit des Österreichischen Städtebundes.
Das Generalsekretariat befindet sich im Rathaus der Stadt Wien, die zugleich die größte Mitgliedsgemeinde darstellt und traditionell als größte Gemeinde Österreichs den Präsidenten des Städtebundes stellt. Diese Funktion übte von 1995 bis Juni 2018 Bürgermeister und Landeshauptmann Michael Häupl aus, am 7. Juni 2018 wurde Michael Ludwig zum neuen Präsidenten gewählt. Generalsekretär ist seit 1. Dezember 2006 Thomas Weninger, der in dieser Funktion Erich Pramböck nachfolgte. Darüber hinaus ist die älteste kommunale Interessenvertretung Österreichs (1915 gegründet) in sieben Bundesländern (Niederösterreich, Oberösterreich, Burgenland, Steiermark, Salzburg, Kärnten, Tirol) mit Landesgruppen sowie in Vorarlberg mit einer Vertretung (Stadt Bregenz) aktiv.

### Österreichischer Städtetag
Die jährliche Generalversammlung des Österreichischen Städtebundes ist der Österreichische Städtetag. Die ersten Städtetage wurden ab 1887 regelmäßig abgehalten, um die Interessen der Städte zu koordinieren. Der Österreichische Städtebund in der heutigen Form wurde im September 1915 gegründet; damals gehörten ihm auch noch die Städte der heutigen Tschechischen Republik und Sloweniens an.

## Agenden
Der Verband begutachtet laufend Bundes- und Landesgesetze, betreibt Lobbying für städtische und kommunale Anliegen und vertritt die Interessen seiner Mitgliedsgemeinden, unter anderem im Rahmen der alle vier Jahre stattfindenden Verhandlungen über den nationalen Finanzausgleich gegenüber Bund und Ländern. Der Informationsaustausch zwischen den Städten und seinen Experten erfolgt in den regelmäßig tagenden kommunalen Fachausschüssen sowie in Form von Fachtagungen zu kommunalrelevanten Themenstellungen. Seit dem Österreichischen Städtetag vom 30. Mai bis 1. Juni 2007 in Linz verfügt der Österreichische Städtebund über ein offizielles Leitbild. Darin werden insbesondere die wichtige gesellschaftspolitische Rolle von Städten und ihre zentralräumlichen Leistungen für die ganze Gesellschaft hervorgehoben.

### Publikationen
Seit 1924 existiert die Österreichische Gemeinde-Zeitung (ÖGZ) als publizistisches Organ des Österreichischen Städtebundes.
Außerdem publiziert der Städtebund das Statistische Jahrbuch österreichischer Städte.

### Internationale Zusammenarbeit
Der Verband ist seit 1962 Mitglied des Rates der Gemeinden und Regionen Europas (RGRE). Von Ende 2004 bis 2010 übte Städtebund-Präsident Michael Häupl auch die Funktion des Präsidenten des RGRE aus. Bereits vor dem Beitritt Österreichs zur Europäischen Union wurde 1994 ein eigenes Büro des Österreichischen Städtebundes in Brüssel eingerichtet, das sich in der Ständigen Vertretung Österreichs bei der Europäischen Union befindet.